# František Hadviger
František Hadviger (13 luglio 1976) è un ex calciatore slovacco, di ruolo difensore.

## Carriera

### Nazionale
Ha collezionato quattro presenze con la propria Nazionale.